# Богушевська вулиця
Богуше́вська ву́лиця — зникла вулиця, що існувала в Дніпровському районі Києва, місцевість Куликове. Пролягала від вулиці Едуарда Вільде до Крайньої вулиці.

## Історія
Виникла у 1-й половині XX століття під назвою Нова. Назву Богушівська вулиця набула 1957 року.
Ліквідована наприкінці 1970-х років у зв'язку зі знесенням старої забудови колишнього селища Куликове та частковим переплануванням місцевості.